# John Klironomos
John Klironomos er én af verdens førende forskere inden for emnefeltet mykorrhizasvampe, biodiversitet og økosystemer. Han er ansat ved Department of Integrative Biology ved Guelph universitetet i Ontario, Canada, hvor han leder forskningen i jordbundsorganismernes økologi.

## Uddannelse
- B.Sc. – Concordia University
- Ph.D. – University of Waterloo

John Klironomos blev med egne ord "grebet af jordbundsorganismernes forbavsende verden", da han var en ung studerende ved Concordia universitetet (i Montreal, Quebec, Canada). Derfor valgte han at lave speciale ved Waterloo universitetet (i Ontario, Canada) i svampe og deres økologi. Efter at have fået ansættelse ved San Diego statsuniversitetet (Californien, USA) koncentrerede han sig om forbindelserne mellem planterødder og mykorrhizasvampe. I dag interesserer han sig for forholdet mellem planter, svampe og andre jordbundsorganismer samt økosystemers virkemåde.

## Forskning
Klironomos' langsigtede mål med forskningen er at forstå de roller og funktioner, som de arbuskulære mykorrhizasvampe har i de naturlige økosystemer. Dermed forbundet er hans undersøgelser af, hvordan disse svampe påvirker planter, af feedback mellem forskellige mykorrhizasvampe, værtplanter og andre elementer i jorden og af de globale klimaforandringers påvirkning af disse kommunikatonssystemer mellem arterne.

## Udvalgte publikationer
- Klironomos, J.N. og B. Kendrick: Relationships among microarthropods, fungi, and their environment i Plant and Soil, 1995, 170, side 183-197.

- Allen, M.F., Klironomos, J.N. og S. Harney: The epidemiology of mycorrhizal fungi during succession i G. Carroll og P. Tudzynski (udg.): Plant Relationships, 1997, Vol V ("The Mycota"), Part B, side 169-183 ISBN 978-0-387-58006-7

- van der Heijden, M.G.A., J.N. Klironomos, M. Ursic, P. Moutoglis, R. Streitwolf-Engel, T. Boller, A. Wiemken og I.R. Sanders: (1998) Mycorrhizal fungal diversity determines plant biodiversity, ecosystem variability and productivity i Nature 1998, 396, side 69-72.

- Klironomos, J.: Mycorrhizae i M.E. Sumner (udg.): Handbook of Soil Science, 1999 side C37-C43 ISBN 0-8493-3136-6

- Klironomos, J. N., J. McCune, M. Hart. Og J. Neville: The influence of arbuscular mycorrhizae on the relationship between plant diversity and productivity i Ecology Letters, 2000 3: side 137-141.

- Klironomos, J. N. og M.M. Hart: Animal nitrogen swap for plant carbon i Nature, 2001, 410: side 651-652.

- Hart, M.M., R.J. Reader og J.N. Klironomos: Biodiversity and ecosystem function: alternate hypotheses or a single theory? i Bulletin of the Ecological Society of America, 2001, 82 (1), side 88-90.

- Hart, M.M. og J.N. Klironomos: Diversity of arbuscular mycorrhizal fungi and ecosystem functioning i M.G.A. van der Heijden og I. Sanders (udg.) Mycorrhizal Ecology. Ecological Studies, 2002, Vol. 157, side 225-242.

- Hart, M.M., R.J. Reader og J.N. Klironomos: Plant coexistence mediated by arbuscular mycorrhizal fungi i Trends in Ecology and Evolution, 2003, 18, 418-423.

- Wardle, D., R. Bardgett, J. Klironomos, H. Setälä, W. van der Putten og D. Wall: Ecological linkages between aboveground and belowground biota i Science, 2004, 304 side 1629-1633.

- Wolfe, B.E., B.C. Husband og J.N. Klironomos: Effects of a belowground mutualism on an aboveground mutualism i Ecology Letters, 2005, 8 side 218-223.

- Powell, J.R. og J.N. Klironomos: Ecology of plant-microbial interactions i Soil Microbiology, Ecology, and Biochemistry, 3. udg., 2007 side 257-281[1]

- Se også listen over Kliromonos' arbejder i de seneste 16 år her

Note
1. ↑  Se listen over Kliromonos arbejder i de seneste 16 år her (engelsk)

## Eksterne links
- John Klironomos’ præsentation hos hans institut Arkiveret 30. juli 2023 hos  Wayback Machine, UBC Biodiversity Research Centre (engelsk)
- Klironomos’ forklaring om mykorrhiza og træer (engelsk)